# Todd Hamilton
Todd Hamilton (Galesburg, Illinois, 18 de outubro de 1965) é um jogador profissional americano de golfe. Ele venceu o Aberto Britânico em 2004.

## Carreira

### The Open de 2004
Hamilton venceu um campeonato importante quando derrotou Ernie Els em uma disputa de playoff de quatro buracos no The Open Championship de 2004 que foi realizado no Royal Troon Golf Club.

## Títulos

### Torneios Major´s (1)
| Ano  | Campeonato            | Resultados            | Margem  | Vice-campeão |
| ---- | --------------------- | --------------------- | ------- | ------------ |
| 2004 | The Open Championship | −10 (71-67-67-69=274) | Playoff | Ernie Els    |